# Tar (informatique)
Cet article concerne le programme d'archivage. Pour les autres emplois, voir Tar.

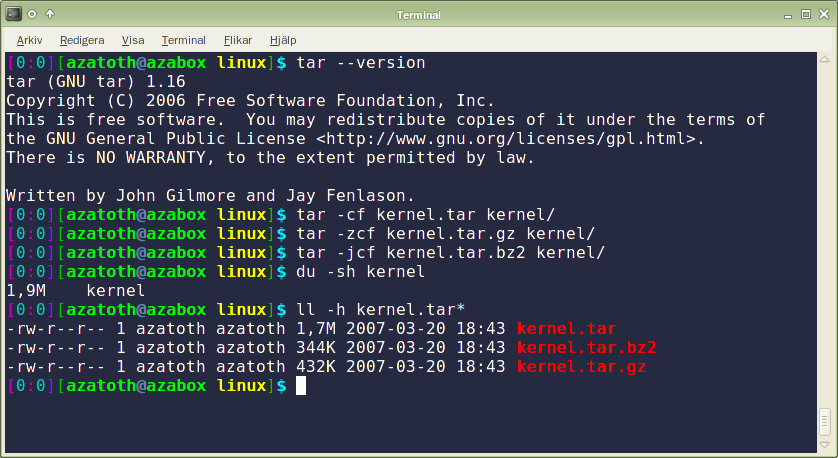
Utilisation de tar.

Le programme tar (de l'anglais tape archiver, littéralement « archiveur pour bande ») est un logiciel d'archivage de fichiers standard des systèmes de type UNIX. Il a été créé dans les premières versions d'UNIX et standardisé par les normes POSIX.1-1988 puis POSIX.1-2001. Il existe plusieurs implémentations tar, la plus couramment utilisée étant GNU tar.

## Caractéristiques techniques
Un fichier d'archive créé par tar n'est pas compressé. On appelle parfois le fichier d'archivage créé un tarball.
L'archivage se fait presque toujours sur un disque. L'usage le plus courant actuellement consiste cependant à créer ou lire un fichier archive.
Tar préserve les droits, le propriétaire et le groupe des fichiers et des répertoires. Il permet également de sauvegarder les liens symboliques et les fichiers spéciaux orientés bloc ou caractère.

### Extensions et compression

Schéma de principe : combinaison de tar et de gzip.

Souvent, un fichier créé par tar est ensuite compressé par un outil de compression de données. Les formats les plus courants sont :
| Utilitaire de compression | extension Unix | extension MS-DOS |
| ------------------------- | -------------- | ---------------- |
| compress                  | .tar.Z         | .taz             |
| gzip                      | .tar.gz        | .tgz             |
| bzip2                     | .tar.bz2       | .tbz             |
| lzma (et xz)              | .tar.lz        | .tlz             |
| xz                        | .tar.xz        | .txz             |
| zstd                      | .tar.zstd      |                  |
| 7zip                      | .tar.7z        |                  |

Les logiciels UNIX, et particulièrement les fichiers des sources, sont fréquemment distribués sous forme de fichier d'archivage compressé.

### Format du fichier
Pour l'essentiel, le format employé consiste en une concaténation du contenu des fichiers. Chaque fichier est précédé d'un en-tête de 512 octets, cette taille correspondant à la taille d'un bloc dans la version 7 du système de fichiers Unix.
Pour améliorer l'efficacité de l'écriture sur bande magnétique, les blocs de 512 octets sont groupés par 20 par défaut, produisant des blocs de 10 Ko. Le bloc final est complété par des zéros binaires.

#### Format de l'en-tête
Le format original de l'en-tête des fichiers dans tar est le suivant :
| Nom       | Position | Taille | Description |
| --------- | -------- | ------ | --- |
| name      | 0        | 100    | Nom du fichier |
| mode      | 100      | 8      | Permissions |
| uid       | 108      | 8      | Propriétaire (inutilisé si format étendu) |
| gid       | 116      | 8      | Groupe (inutilisé si format étendu) |
| size      | 124      | 12     | Taille du fichier en octets. La taille doit être nulle si le fichier est un fichier spécial (lien symbolique, tuyau nommé, "device" par blocs ou par caractères, etc) |
| mtime     | 136      | 12     | Dernière modification en temps Unix. |
| chksum    | 148      | 8      | Somme de contrôle de l'en-tête où ce champ est considéré comme rempli d'espaces (valeur ascii 32)                                                                     |
| type flag | 156      | 1      | Type de fichier |
| linkname  | 157      | 100    | Nom du fichier pointé par ce lien symbolique (Si le type indique un lien symbolique)                                                                                  |

Les champs "mode", "uid", "gid", "size", "mtime" et "chksum" sont stockés en ASCII en système octal (base 8).
| Champ    | Position | Taille | Description |
| -------- | -------- | ------ | --- |
| magic    | 257      | 6      | ce champ indique s'il s'agit d'un en-tête étendu. Il vaut alors "ustar".                                                                                         |
| version  | 263      | 2      | les caractères « 00 » indiquent un format POSIX 1003.1-1990. Deux espaces indique le format vieux GNU (à ne plus utiliser).                                      |
| uname    | 265      | 32     | nom de l'utilisateur propriétaire sous forme d'une chaîne de caractères d'au plus 32 caractères. S'il est présent, ce champ doit être utilisé à la place de uid. |
| gname    | 297      | 32     | nom du groupe propriétaire sous forme d'une chaîne de caractères d'au plus 32 caractères. S'il est présent, ce champ doit être utilisé à la place de gid.        |
| devmajor | 329      | 8      | ce champ représente le numéro majeur si ce fichier est de type "device" par blocs ou par caractères                                                              |
| devminor | 337      | 8      | ce champ représente le numéro mineur, si ce fichier est de type "device" par blocs ou par caractères                                                             |
| prefix   | 345      | 155    | |
| fin      | 500      | 0      | |

| Valeur      | Signification                                 |
| ----------- | --------------------------------------------- |
| '0'         | Fichier normal                                |
| (ASCII NUL) | Fichier normal (usage obsolète)               |
| '1'         | Lien matériel                                 |
| '2'         | Lien symbolique                               |
| '3'         | Fichier spécial caractère                     |
| '4'         | Fichier spécial bloc                          |
| '5'         | Répertoire                                    |
| '6'         | Tube nommé                                    |
| '7'         | Fichier contigu.                              |
| 'g'         | En-tête étendu POSIX.1-2001                   |
| 'x'         | En-tête étendu avec méta-données POSIX.1-2001 |
| 'A-Z'       | Extensions format POSIX.1-1988                |

Les noms sont encodés en ASCII et les valeurs sont en octal avec des chiffres encodés en ASCII pour assurer la portabilité. Les valeurs sont ponctuées par un NUL ou un espace. Comme 11 caractères sont utilisables pour spécifier la taille du fichier, ceci créée une limitation à 811 octets, soit 8 Go par fichier. Certaines versions, comme GNU tar, permettent un encodage de la taille sous format binaire pour surmonter cette limitation.

#### Format UStar
Les versions actuelles de tar emploient un format connu sous le nom de UStar défini par la norme POSIX (IEEE P1003.1).
UStar permet d'utiliser des noms de fichiers plus longs et enregistre des attributs supplémentaires.
| Position | Taille | Champ                           |
| -------- | ------ | ------------------------------- |
| 0        | 257    | identiques au format original   |
| 257      | 5      | ustar indique le type UStar     |
| 262      | 3      | Version (00)                    |
| 265      | 32     | Propriétaire (nom)              |
| 297      | 32     | Groupe (nom)                    |
| 329      | 8      | Fichier spécial (nombre majeur) |
| 337      | 8      | Fichier spécial (nombre mineur) |
| 345      | 155    | Préfixe du fichier              |

### Commandes courantes
Voici les commandes courantes de compression et décompression des archives en fonction de leur extension.
- Afficher liste des fichiers :

```
 
tar
 
-tf
 
archive.tar

```

- Extraction (éventuellement pour un fichier ou un répertoire spécifique) :

```
 
tar
 
-xvf
 
archive.tar
 
[
fichier1...
 
]

```

- Décompression + extraction (spécifique à certaines implémentations, comme GNU tar ou bsdtar) :

```
 
tar
 
-xzvf
 
archive.tar.gz

 
tar
 
-xjvf
 
archive.tar.bz2

 
tar
 
-xYvf
 
archive.tar.lzma

```

Plus généralement, on peut arriver au même résultat avec :
```
 
zcat
 
archive.tar.gz
  
|
 
tar
 
-xv

 
bzcat
 
archive.tar.bz2
 
|
 
tar
 
-xv

```

Remarque : on utilise parfois gzcat ou gzip -cd.
- Archivage :

```
 
tar
 
-cvf
 
fichier.tar
 
MonRepertoire1
 
[
MonRepertoire2...
 
]

```

- Compression et archivage :

```
 
tar
 
-czvf
 
archive.tar.gz
 
MonRepertoire

 
tar
 
-cjvf
 
archive.tar.bz2
 
MonRepertoire

```

ou encore :
```
 
tar
 
-cv
 
MonRepertoire
 
|
 
gzip
 
>
 
archive.tar.gz

 
tar
 
-cv
 
MonRepertoire
 
|
 
bzip2
 
>
 
archive.tar.bz2

```

Ceci créera une archive compressée dans le répertoire courant (donc un seul fichier) contenant l'ensemble des fichiers du répertoire MonRepertoire et de ses sous-répertoires.
- copie d'une partie de l'arborescence vers un autre endroit :

```
 
tar
 
-c
 
.
 
|
 
(
 
cd
 
/Repertoire/Destination
;
 
tar
 
-xv
 
)

```

### Limitations de tar
Tar est un format conçu pour le stockage incrémental de données sur des bandes magnétiques. Il est devenu populaire auprès des développeurs des systèmes de type Unix, car il est le seul standard à prendre en compte les méta-données des systèmes de fichiers.
Les noms de fichiers et les fichiers pointés par les liens symboliques sont limités à 100 caractères (nom complet dans l'archive, y compris le séparateur de nom de répertoire). Le système de fichiers ext2 accepte des noms de fichiers de 255 octets. Un système Linux accepte des noms absolus de 4 096 octets.
La taille de chaque fichier est limitée à 812-1, soit environ 68 Gio. Un fichier tar n'a pas de limite de taille.
Tar ne dispose pas d'un index centralisé. Pour extraire un seul fichier de l'archive, il faut donc commencer par le premier en-tête et lire les en-têtes les uns après les autres, dans l'ordre du fichier tar. Sur des médias physiquement lents (CD-ROM, DVD, voire disque dur et même les cassettes), le fait de lire des blocs non contigus pour n'en utiliser que très peu peut rendre extrêmement lente l'extraction d'un ou plusieurs fichiers ciblés ou l'affichage de la liste complète des fichiers.
Le stockage des xattrs ou des ACL nécessitent des extensions non standards.
Le format tar est souvent utilisé conjointement avec des utilitaires de compression. Or le format tar a le désavantage d'avoir beaucoup d'octets inutilisés dans ses en-têtes et d'utiliser des nombres sous forme ASCII en système octal. Les utilitaires doivent donc compresser des données qui sont en fait sans utilité et des nombres stockés de manière très éclatée. En théorie de la compression de données, une démonstration prouve qu'ajouter volontairement des données, même dans le but de rendre plus compressible, n'est pas une bonne stratégie dans le cas général. Cela ajoute de l'entropie à l'information. Il en résulte que les données compressées prendront plus de place dans le cas général.[réf. nécessaire]
La somme de contrôle ne porte que sur l'en-tête. De plus l'algorithme a une faible résistance aux erreurs. Il suffit que deux bits bien placés soient modifiés pour que cette erreur ne soit pas détectée. Pour le stockage et le transfert par réseau, il est donc recommandé que le programme de compression utilisé conjointement avec tar, utilise un algorithme de vérification d'intégrité (par exemple CRC32B, MD5, SHA1, etc).
Les formats vieux gnu et POSIX peuvent théoriquement entrer en conflit et tromper certains programmes.

### Précaution d'emploi
Un tarbomb est un fichier tar contenant une grande quantité de fichiers à la racine de l'archive. Lorsqu'elle est désarchivée, les fichiers d'un tarbomb noient le contenu du répertoire de travail, voire écrasent les fichiers de l'utilisateur qui portent le même nom que ceux de l'archive. Dans le meilleur des cas, l'utilisateur doit ensuite sélectionner un par un les fichiers apparus pour les recopier dans un nouveau répertoire, ce tri pouvant se révéler un travail fastidieux si les fichiers initiaux et les nouveaux sont très mélangés.
L'usage veut donc que les fichiers soient contenus dans un répertoire qui sera archivé, plutôt que de les archiver directement. On peut également extraire les fichiers dans un sous-répertoire dédié ou examiner au préalable le contenu de l'archive avec l'option t.
Contrairement à GNU tar, le tar original permettait de créer et d'extraire des fichiers avec un chemin absolu, ce qui peut s'avérer dangereux. Il est cependant encore possible de faire référence à des répertoires parents de façon relative (../).

### Interopérabilité
Les nombres sont stockés sous forme ASCII pour éviter des problèmes de boutisme.
Le format tar est conçu pour les systèmes de type Unix et n'a jamais cherché à être interopérable avec d'autres systèmes.
Le codage des noms utilise la forme binaire du nom de fichier, sans spécifier quel encodage a été utilisé, ce qui peut poser des problèmes pour Windows, notamment.
Sous les systèmes de type Unix, tous les caractères sauf '/' et le caractère NUL ('\0'), sont autorisés pour les noms de fichiers. Sous Windows, un certain nombre de caractères ('\\', ':', ';', '+', etc) sont interdits. Windows est alors incapable d'extraire correctement ce type de fichiers,.

## Implémentations
- GNU tar
- bsdtar[4], une implémentation distribuée selon les termes de la nouvelle licence BSD, utilisée en particulier sous Mac OS X[5].
- star, une implémentation développée par Jörg Schilling[6].
- Oracle tar[7], anciennement Solaris tar[8],[9].
- pdtar, une implémentation réalisée en 1985 par John Gilmore[10], puis devenue par la suite GNU tar.
- SharpZipLib[11], une implémentation Microsoft .NET.

### GNU tar
GNU tar est l'implémentation du programme tar par le projet GNU. C'est un logiciel libre distribué selon les termes de la licence publique générale GNU. Il s'agit de l'implémentation POSIX aujourd'hui la plus couramment utilisée.